# SN 2008em
SN 2008em – supernowa typu Ic odkryta 31 lipca 2008 roku w galaktyce M-04-53-33. W momencie odkrycia miała maksymalną jasność 18,70m.